# Fissarena ethabuka
Fissarena ethabuka là một loài nhện trong họ Trochanteriidae. Loài này phân bố ở Queensland.